# Las Flores, Ocozocoautla de Espinosa
Las Flores är en ort i Mexiko.   Den ligger i kommunen Ocozocoautla de Espinosa och delstaten Chiapas, i den sydöstra delen av landet, 600 km öster om huvudstaden Mexico City. Las Flores ligger 388 meter över havet och antalet invånare är 217.
Terrängen runt Las Flores är kuperad, och sluttar norrut. Runt Las Flores är det ganska glesbefolkat, med 40 invånare per kvadratkilometer. Närmaste större samhälle är Raudales Malpaso, 14,8 km nordost om Las Flores. I omgivningarna runt Las Flores växer huvudsakligen savannskog.